# エバルスアグロテック
エバルスアグロテック株式会社は、かつて存在していた動物用医薬品の販売会社で、株式会社エバルスの100%出資会社であった。
2010年4月に丸善薬品と統合し、MPアグロとなった。

## 沿革
- 2000年 - 株式会社エバルスの動物薬部門から分社
- 2001年 - 株式会社よんやくよりアグロ営業部門の営業権を譲渡される
- 2003年 - 株式会社クラヤ三星堂（現・株式会社メディセオ）より動物薬部門の営業権を譲渡される
- 2010年4月 - 会社分割により、株式会社メディパルホールディングスの完全子会社になると共に、動物用医薬品の販売を行う丸善薬品株式会社に合併し解散。丸善薬品はMPアグロに商号を変更。

## 事業所
- 中国地区 - 岡山営業所、尾道営業所、広島営業所、三次出張所、山口営業所、鳥取営業所、松江営業所
- 四国地区 - 高松営業所、徳島営業所、松山営業所、宇和島営業所
- 近畿地区 - 京都営業所、大阪営業所、泉南出張所、明石営業所、和田山営業所